# Pär Sörman
Pär Sörman, född 18 april 1946, är en svensk skådespelare och visartist.
Sörman tolkar bland annat Dan Andersson, Evert Taube och andra poeters verk. Han är även en av ledamöterna i Svenska visakademien.
Sörman är son till konstnären Simon Sörman.

## Teater

### Roller
| År   | Roll   | Produktion                                                    | Regi        | Teater                 |
| ---- | ------ | ------------------------------------------------------------- | ----------- | ---------------------- |
| 1969 | Misha  | Spelman på taket Sheldon Harnick, Joseph Stein och Jerry Bock | Henny Mürer | Stockholms stadsteater |
| 1971 | Sixten | De vilda svanarna H.C. Andersen                               | Fred Hjelm  | Stockholms stadsteater |

## Priser och utmärkelser
- 2002 – Nils Ferlin-Sällskapets trubadurpis
- 2009 – Taubedagens stipendium
- 2003 – Dan Andersson-priset
- 2007 – Lille Bror Söderlundhs stipendium[2]